# Alfred Sutro
Alfred Sutro, född den 7 augusti 1863 i London, död den 11 september 1933 i Surrey, var en engelsk teaterförfattare. 
Sutro ägnade sig efter skolgång i London och Bryssel åt författarskap. Tillsammans med skådespelaren och teaterdirektören Arthur Bourchier, som sedan kreerade åtskilliga av rollerna i hans stycken, bearbetade han från franskan The Chili Widow (1896). Han slog igenom med The Walls of Jericho ("Jerikos murar", uppförd på Dramatiska teatern 1907), som med framgång spelades på Garrickteatern 1904. Han höll sig sedan som en av de mera omtyckta samtida dramatikerna på Englands och Amerikas scener. Hans egentliga område var salongsdramat, ofta kryddat med tidens problem, som suffragettrörelsen och så vidare. Dessutom översatte han Maeterlincks "La sagesse et la destinée", "La vie des abeilles" med mera.
Hans övriga skrifter är The Cave of Illusion (1900), dialogerna Women in Love, Eight Studies in Sentiment (1902), Arethusa (1903), The Foolish Virgins (1904), A Marriage Has Been Arranged (samma år), Mollentrave on Women (1905), A Maker of Men (samma år), The Perfect Lover (samma år), The Fascinating Mr Vanderveldt (1906), John Glayde's Honour (1907; "John Glaydes ära", uppförd på Dramatiska teatern 1908), The Barrier (samma år), The Builder of Bridges (samma år), Making a Gentleman (1909), The Perplexed Husband (1911), The Fire-screen (1912; "Eldskärmen", uppförd på Intima teatern 1913), The Two Virtues (1914), The Clever Ones (samma år), The History of Jeffery Panton (1917; "Jeffery Pantons historia", uppförd på Intima teatern samma år), Uncle Anyhow (1918), The Choice (1919), The Laughing Lady (1922), The Great Well (samma år) och Far Above Rubies (1924).